# Alessandro Colli
Alessandro Colli (1803 – 2 dicembre 1884) è stato un politico italiano.

## Biografia
Fu Deputato del Regno di Sardegna nella IV e nella V legislatura, eletto nel collegio di Mortara.
Ingegnere, commendatore, iniziò a lavorare nel Corpo Reale del Genio Civile. Dopo l'elezione a Deputato, ricoprì l'incarico di direttore generale per gli studi delle ferrovie calabro sicule presso il Ministero dei lavori pubblici e infine fu ispettore del Genio civile.